# Императорское общество размножения охотничьих и промысловых животных
Императорское Общество размножения охотничьих и промысловых животных и правильной охоты было создано в 1872 году в Москве по инициативе и под предводительством Василия Шереметева.
Уже в 1876 году в журнальных публикациях отмечалось, что «Императорское Общество…» является, в данный момент, главным виновником возрождения охоты и собаководства в России. Отмечалось, что общество это, несмотря на своё недавнее учреждение, успело уже многое сделать. Одно устройство очередных выставок составляет громадную заслугу для дела охоты и собаководства, давая возможность охотникам необъятной России видеться, обмениваться идеями и племенным материалом, делиться результатами своих трудов. Всему этому, в особенности, способствовали совещания (съезды) охотников, устраиваемые Обществом во время выставок.
В Санкт-Петербурге до революции существовало две организации, объединяющие любителей собак — Общество любителей породистых собак, основанное в 1886 году, и Отдел кровного собаководства Общества поощрения охотничьих собак и всех видов охоты, основанное в начале тысяча восемьсот девяностых годов.
Оба эти общества были закрытого типа, попасть в члены которого людям не дворянского сословия, было практически невозможно. Необходимо было иметь не только рекомендации, надо было подвергнуться так называемой баллотировке на общем собрании.
В остальном же, членами Общества были лица с определенным материальным достатком.
Количество членов в «Обществе любителей породистых собак» не превышало 250 человек, а в «Обществе поощрения…» и того меньше.
С 1889 года Начальником Императорской Охоты был назначен светлейший князь Д. Б. Голицын, который возглавлял это ведомство более 25 лет, вплоть до Октябрьской социалистической революции.
В разное время охотниками и собакозаводчиками, оставившими о себе добрую память, были светлейшие князья Лопухины, представители семейств Ермоловых, Бибиковых, князь Д. П. Голицын-Муравлин, Б. С. Шереметев, князь Д. И. Ширинский-Шихматов, а также Л. П. Сабанеев, классическая монография которого «Собаки охотничьи…» и до настоящего времени остается фундаментальным пособием для научного собакозаводчества.